# 常见副作用
《常见副作用》（英语：Common Side Effects）是一部美国成人动画电视剧，由约瑟夫・班尼特（Joseph Bennett）和史蒂夫・赫利（Steve Hely）创作，在Adult Swim的Cartoon Network板块播出，也可在HBO Max观看 。
试播集于2024年6月在安纳西国际动画电影节上进行了非公映，一个月后的2024年7月，在Adult Swim的圣地亚哥国际动漫展（San Diego Comic - Con）活动中公映 。2025年2月2日在 Adult Swim 频道首播。2025年3月28日，该剧宣布续订第二季。